# رالف فينتر
رالف فينتر (بالإنجليزية: Ralph Winter)‏ هو منتج أفلام أمريكي، ولد في 24 أبريل 1952 في غلينديل في الولايات المتحدة.

## وصلات خارجية
- رالف فينتر على موقع IMDb (الإنجليزية)
- رالف فينتر على موقع بوكس أوفيس موجو (الإنجليزية)
- رالف فينتر على موقع قاعدة بيانات الفيلم (الإنجليزية)